# Diamond Truppo
Diamond Truppo, född 5 april 2019, är en italiensk varmblodig travhäst som tränas och körs av Alessandro Gocciadoro.
Han började tävla i augusti 2021 och inledde med att segra i sin debut. Han har hittills sprungit 277 986 euro på 38 starter, varav 15 segrar och 3 andraplatser samt 4 tredjeplatser. Hans hittills största seger är tagen i Gran Premio d'Europa (2023).
Han har även segrat i Gran Premio Critérium de 4 anni (2023), Gran Premio Citta di Follonica Maschi (2023) samt på andraplats i Gran Premio Italia (2022), Gran Premio Trinacria (2023) och på tredjeplats i Gran Premio Tino Triossi (2023), Prins Carl Philips Jubileumspokal (2024) och Sweden Cup (2024).

## Statistik
| Statistik för Diamond Truppo (Ref.) | Statistik för Diamond Truppo (Ref.) | Statistik för Diamond Truppo (Ref.) | Statistik för Diamond Truppo (Ref.) | Statistik för Diamond Truppo (Ref.) | Statistik för Diamond Truppo (Ref.) |
| ----------------------------------- | ----------------------------------- | ----------------------------------- | ----------------------------------- | ----------------------------------- | ----------------------------------- |
| Starter                             | Placeringar                         | Startprissumma                      | Segerprocent                        | Platsprocent                        | Rekord                              |
| 38                                  | 15-3-4                              | 277 986 euro                        | 39 %                                | 58 %                                | 1.09,6ak,                           |

### Större segrar
| År   | Lopp                 | Kusk            | Vinstbelopp | Grupp   |
| ---- | -------------------- | --------------- | ----------- | ------- |
| 2023 | Gran Premio d'Europa | Antonio Simioli | 90 000 EUR  | Grupp 1 |